# Re (kana)
A hiragana れ, katakana レ, Hepburn-átírással: re, magyaros átírással: re japán kana. A hiragana és a katakana is a 礼 kandzsiból származik. A godzsúonban (a kanák sorrendje, kb. „ábécérend”) a 42. helyen áll. Dakutennel és handakutennel képzett alakja nincs. 
|          | Hepburn és magyaros | Hiragana (Unicode) | Katakana    |
| -------- | ------------------- | ------------------ | ----------- |
| Alapalak | re                  | れ (U+308C)        | レ (U+30EC) |

## Vonássorrend
|  |  |
|  |  |